# Fazenda Colubandê
A Fazenda Colubandê é uma fazenda colonial localizada no bairro do Colubandê, no município de São Gonçalo, no Rio de Janeiro, no Brasil. Em seu complexo, estão presentes a casa-grande do século XVIII e a capela de Sant'Ana de 1618. O conjunto está tombado desde 1940 pelo Instituto do Patrimônio Histórico e Artístico Nacional.

## História

### A formação da região

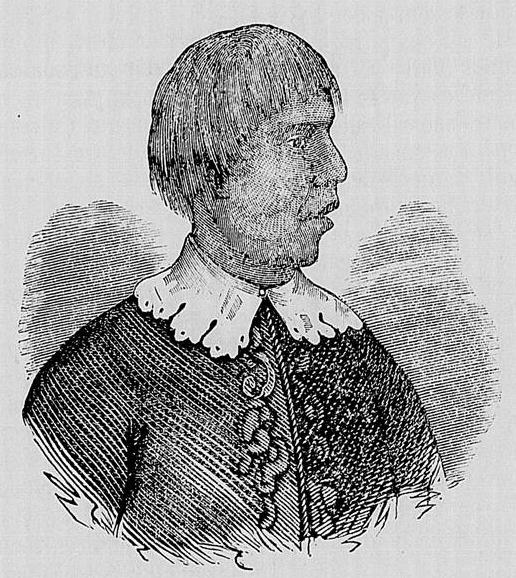
Arariboia, chefe dos Temiminós.

Anteriormente à conquista portuguesa, a região era habitada pelos povos Temiminós. Em 1554, os franceses formaram uma aliança com os povos tupinambás da confederação dos Tamoios, liderados pelo chefe Maracajá-Guaçu e expulsaram os Temiminós da baía de Guanabara, formando-se a França Antártica.
Em 1567, Mem de Sá ordenou a retirada dos franceses da Baía de Guanabara; os portugueses, com a ajuda dos Temiminós liderados por Araribóia (filho de Maracajá-Guaçu), destruíram as fortificações francesas e expulsaram os Tamoios da Baía de Guanabara. Arariboia se instalaria com sua tribo na encosta do morro de São Lourenço, mas não tardaria que as terras da sesmaria fossem tomadas por donatários sujeitos ao aforamento e os Temiminós perdessem suas terras e estivessem sujeitos à escravidão.
A prosperidade das sesmarias seria uma grande atração para imigrantes devido à fertilidade das terras e à proximidade com a Baía de Guanabara e o Rio de Janeiro.
A fundação de São Gonçalo se deu em 6 de abril de 1579 pelo português Gonçalo Gonçalves, que recebe as terras na região do então porto de Birapitanga, região que atualmente compreende a Praia da Luz. Ergueu, então, uma capela em homenagem a São Gonçalo do Amarante e, posteriormente, ali se constituiria um núcleo populacional.
Por meio do método de concessão de sesmarias a "homens bons", que deveriam ter meios, como escravos, para desbravar a região e propagar a fé católica, em 1644 se formariam quatro freguesias ao redor da baía de Guanabara: São Gonçalo de Guaxindiba, Santo Antônio de Sá, Campo de Irajá e São João Batista, posteriormente, de Meriti, onde João Cândido, líder da Revolta da Chibata (1910), passou os últimos anos de sua vida.
No ano de 1660, as Freguesias de São Gonçalo e Niterói seriam o foco da rebelião contra o aumento do preço da aguardente, em evento conhecido como a Revolta da Cachaça. Em decorrência do aumento dos impostos e das restrições à produção de aguardente impostas por Salvador Correia de Sá e Benevides (militar) aos produtores da capitania do Rio de Janeiro, proprietários de terra, liderados por Jerônimo Barbalho – dono de terras em São Gonçalo – tomam a sede do governo enquanto Salvador de Sá está em viagem a São Paulo. O rei atende ao pleito da revolta, destituindo Salvador de Sá e revendo decisões que os prejudicavam.
Desde o século XVI, a freguesia de São Gonçalo esteve ligada ao Rio de Janeiro apenas administrativamente. Entretanto, com a constituição da Vila Real da Praia Grande, posteriormente Niterói, foram incorporadas quatro freguesiasː São João Batista de Icaraí, São Gonçalo, São Sebastião de Itaipu e São Lourenço dos Índios.
Uma série de medidas efetuadas pela corte portuguesa para transformar o Rio de Janeiro em capital do império português mudaria o ritmo da vida pública e, em 1870, a freguesia de São Gonçalo já se constituía em um arraial, com agências do poder público organizando o espaço e a vida da população. Após a instauração do regime republicano, vários distritos de municípios fluminenses são transformados em municípios. 
Em 22 de setembro de 1890, é criado o município de São Gonçalo, e elevado à condição de Vila. Em 1929, com a lei 2 335, de 27 de dezembro, São Gonçalo tem, finalmente, concedida a classificação de cidade.
Atualmente, São Gonçalo é o segundo mais populoso município do Rio de Janeiro.

### História da Fazenda
Durante o século XVII, Catarina Siqueira fundou o Engenho de Mont'Serrat, posterior engenho Colubandê. Ainda durante a construção do engenho, a fazenda foi vendida a Ramirez Duarte Leão, cristão-novo. Este termo foi instituído ainda no século XV pela Igreja Católica para alguém de origem judaica que se converteu ao cristianismo ou é descendente de judeus, pois se considera que o judaísmo é transmitido pelo sangue; seu nome judaico é Beijamin Benvensiste. Cristãos-novos possuíam atenção especial da Igreja por serem aqueles com maior probabilidade de cometerem práticas heréticas, especialmente ritos judaicos.
A fazenda era conhecida por ser uma das mais prósperas da região. Até o século XIX, era a maior fazenda de São Gonçalo, e a maior produtora de cana-de-açúcar. Em suas terras, não se praticava a monocultura, a prática de cultivar apenas um produto, comum ao período.
O nome da fazenda veio a mudar diversas vezes, recebendo então o nome de Golan-Bandê; associa-se a origem do nome Colubandê com a presença judaica na fazenda, em homenagem às Colinas de Golã, em território sírio, mas sob domínio de Israel.
A data de construção da casa grande é incerta. Monsenhor Pizarro, durante suas viagens pelo Brasil, visita a fazenda e questiona o então senhor, no que conclui:

[capela] 7ª - de S. Ana / antigamente de N. Sra. do Monserrate / no Culabandé, da qual é administrador João Ribeiro de Magalhães, Senhor da Fazenda. É toda forrada de madeira, e azulejos, do Arco para cima; e conserva-se com asseio na pintura, e doirada, que lhe fez uso 1º Administrador, e fundador, mostrando não ser poupado para o asseio da Casa de Deus. Achei precisada de outra Pedra d'Ara, por estar quebrada a que havia; e de outra Imagem de Cristo, por imperfeita a que existia: em tudo ou mais achei em termos. Seus documentos não me foram apresentados, requerendo-os eu; por essa causa fiquei ignorando o tempo da sua fundação, quem foi seu fundador, e se tem patrimonio. Dista 1 legoa. [6,6km, da matriz de São Gonçalo] (Araújo, 1794)
[capela] 7. a de Santa Anna, em Culabandê, cuja erecção he occulta , por lhe faltarem os titulos; mas naõ se ignora, que ella naõ conta demasiados annos, e que na sua origem foi dedicada a N. Senhora do Monserrate. — Araújo, 1820
Segundo historiadores, para agradar a igreja e batizar seu filho Gregório Mendes, Leão construiu a igreja anexa, em homenagem a Nossa Senhora de Mont'Serrat, em 1618.
A família Vale, cujo patriarca era Leão, teve 5 filhos e era dona, além do engenho na freguesia de São Gonçalo, de um engenho em na região São João de Meriti, outro em Jacutinga, atual Belford Roxo, além de partidos de cana em Irajá, Iguaçu todas essas Regiões de Nova Iguaçu. Um dos filhos do senhor possuía um partido de cana; assim como um genro, um médico, primo da família, dois irmãos, sendo um deles cunhado do senhor de engenho, que ali habitavam, também declararam posse de partidos de cana. 
A família era dona de pastos para 120 bois, cavalos e canaviais. Mais de 120 escravos serviam à família, e possuíam cerca de 20 escravos domésticos – algo reforçado pela presença da senzala no porão da casa em Colubandê. Uma mulher negra, que havia sido escrava da família, morava no mesmo engenho e era senhora de um escravo.
Após a morte de Duarte Rodrigues de Andrade (neto de Duarte Ramirez Leão), não foi feita a partilha de seus bens. A propriedade em Colubandê aparece no inventário de sua esposa e prima, Ana do Vale, no inventário de seus filhos e de um genro. Neste momento, toda a família morava no engenho – filhos, genros, noras e uma cunhada.
Após a conversão ao cristianismo, a família Vale não abandonou o judaísmo e abrigou fugitivos da inquisição. Entre 1708 e 1725, o Santo Ofício prendeu 13 cristãos-novos na região de São Gonçalo. Em 1710, a família Vale é delatada, condenada a voltar para Lisboa e passar pelo processo inquisitorial, onde devem admitir que seguiam a "lei de Moises". Ana do Vale foi presa em 6 de outubro de 1710, tendo, como pena, o cárcere e o hábito penitenciário perpétuo – vestimenta que a identifica como cristã-nova. Apenas um dos 13 prisioneiros, João Dique, proprietário do engenho Vera Cruz, teve, como pena, a condenação à morte, por não renegar o judaísmo. A pena, quando decretada, não era executada pela igreja e sim por um tribunal civil.
Em 1713, a fazenda é entregue aos jesuítas, que, em 1740, iniciam uma série de reformas na casa. A capela, construída em homenagem à padroeira de Montserrat, passa a ser dedicada à Nossa Senhora de Sant'Ana, e são instalados dois painéis de azulejos portugueses: A imagem de Sant'Ana a ensinar a Virgem Maria a ler, e outro a retratar o pedido de casamento de São Joaquim à Sant'Ana, avós de Cristo.
Pizarro esteve em dois momentos na fazenda, 1779 e 1794, a fazer levantamentos. Em ambos, ela pertencia ao capitão João Ribeiro de Magalhães:

[Engenho de Açúcar] 13. Do alferes João Ribeiro, com 41 caixas, 25 pipas e 65 escravos.(Paradí, 1779)
[Engenho de Açúcar] 20ª - do Cap. João Ribeiro de Magalhães, no Culabandé, distante 1 legoa. — Araújo, 1794
O último senhor de engenho em Colubandê foi o coronel Belarmino Ricardo de Siqueira, o Barão de São Gonçalo. Único barão com grandeza de São Gonçalo, o coronel Belarmino foi amigo pessoal do imperador D. Pedro II e o recebeu várias vezes em suas fazendas – ele foi dono das fazendas do Engenho Novo, Cabuçu e Jacaré, todas no município de São Gonçalo e, no município de Araruama, da Fazenda Morro Grande.
Não existem registros de suas atividades em Colubandê e, no ano de sua morte (1873), ele possuía 216 escravos distribuídos entre as fazendas Engenho Novo e Morro Grande.
O barão não se casou e não possuía filhos. Deixou seus bens para sua irmã Anna Izabel Sodré e Souza e seus sobrinhos Major Carlos de Sá Carvalho, Belarmino de Sá Carvalho e seu amigo Clemente José de Góes Vianna. Seus descendentes residiram na casa até 1968.

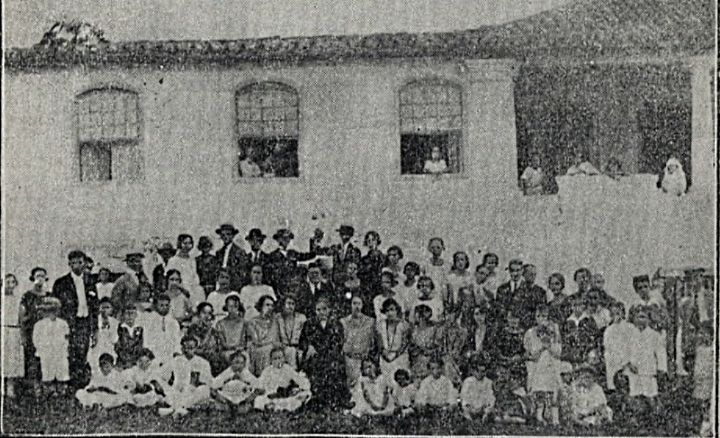
Festa de Sant'Anna na Fazenda Colubandê, 30 de Julho de 1921.

A crônica "Uma festa simpática em Colubandê", publicada em Niterói no periódico mensal "A revista", em agosto de 1921, conta a experiência vivida pelo narrador em festividade ocorrida na Fazenda Colubandê no dia 30 de julho do corrente ano. Segundo o narrador, o anfitrião da festa é o Coronel Agápito ‘Filhote’ de Almeida.
| “ | Animadíssima esteve a festinha realizada no dia 30 próximo findo na Fazenda Colubandê propriedade de nosso amigo coronel Agápito de Almeida (Filhote). O movimento dos romeiros era já bastante animador na véspera. Passageiros do bonde a vapor, que faz trajeto de Neves ao Alcântara, saltavam ao sobrado do Peão, onde, em carros de bois, automóveis e cavalos, eram transportados a aprazível fazenda do conceituado capitalista | ” |

Nesta crônica, os costumes da época ficam evidentes, como o foco na dificuldade em chegar à fazenda de São Gonçalo, em percurso que hoje se faz em 15 minutos, e na apresentação da Banda de Música do 1° Batalhão de Caçadores – que atualmente se encontra no 28.º Batalhão de Caçadores. A varanda da fazenda é exaltado como um belo e amplo lugar, onde se realizam diversas danças:
| “ | No dia imediato após uma noite em que o sono reparara os excessos da viagem, éramos despertados pela "Alvorada" magistralmente distinguida pela Banda de Música do 1° Batalhão de Caçadores. Anunciava-se a festa de Sant'Anna. O dia correu alegre com o espocar dos foguetes, das salvas, do riso das moças, a azáfama dos carros pejados de criaturas alegres em trajes domingueiros, com o executar de tangos e polcas que eram dançados pelos pares de namorados na varanda ampla da casa da Fazenda. | ” |

E, dado o fim da festa: 
| “ | O fogo, queimado à noite, teve um efeito deslumbrante e deixou bastante saudade naquele povo, que se retirava em carros apinhados, que rinchavam ao dobrar das curvas do caminho iluminado ainda por um céu coberto de estrelas. Ao sairmos, um terceto afinado executava a aplaudida canção de Leopoldo Fróes "Mimosa" que vive nos lábios do povo como a tradutora da alma popular. Agradecemos desvanecidos ao Coronel Agápito a fidalguia com que fomos distinguidos. | ” |

O conjunto arquitetônico da casa e fazenda foi tombado pelo IPHAN em 1940 e pelo INEPAC em 1965. A fazenda foi desapropriada pelo Governo do Estado do Rio de Janeiro, em 19 de novembro de 1969, por Decreto nº 14.406, do então Governador Geremias de Mattos Fontes, e passou a ser destinada à ocupação do Corpo de Policiamento Militar. Em 1988, o Governador do Estado cede as instalações da Fazenda Colubandê a PMERJ, a qual passa a ser sede do Batalhão de Polícia Florestal e de Meio Ambiente. Em 2012, o Batalhão de Polícia Florestal e de Meio Ambiente foi transferidos para uma nova sede, deixando a fazenda abandonada por anos.

## Arquitetura

### Casa-Grande
“ ...com as formas desataviadas e acolhedoras, e a feliz disposição no terreno em aclive; da capela; do muro e do portão e da escada, esta fazendo conjunto com a varanda; e o estirado e enorme telhado sonolento que domina a composição -, tem uma dignidade e nobreza que a situa como dos pontos mais altos dos quatro séculos de arquitetura no Brasil e ademais disso, o prestígio de ser uma das casas mais autênticas brasileiras... ”

—  Paulo Santos, Quatro Séculos de Arquitetura, p. 37
A casa-grande, em pedra, cal e tijolo, com paredes de 1,5 metros de espessura, possui aproximadamente 700 metros quadrados e é composta pelo pavimento térreo, onde se encontram os estabelecimentos do senhor de engenho e o porão, onde ficam o depósito e a senzala para escravos da casa-grande. O edifício se assenta em terreno de meia encosta, possibilitando a criação do porão na parte frontal da casa, com portas independentes e um corredor que leva ao interior da casa-grande. A implantação se faz numa vasta planície alta, onde se esperava que construções próximas fossem feitas ao redor da fazenda, dando a esta um forte simbolismo hierárquico. O cumeeira possui a mesma altura do campanário da capela, proporcionando um conjunto harmonioso e infere semelhantes relações de poder entre a casa-grande e a igreja.

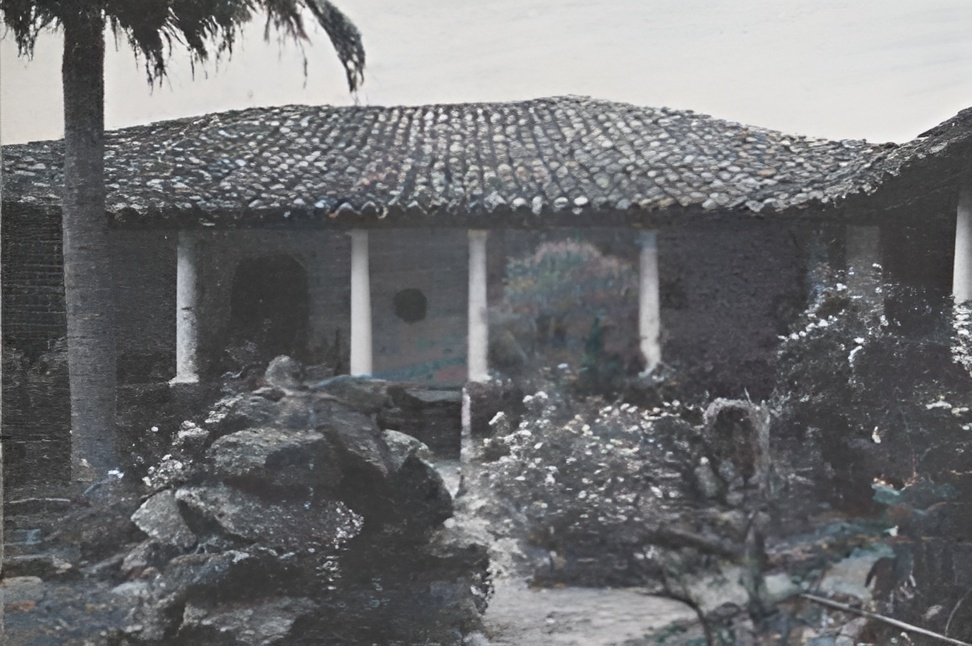
Jardim no interior da Fazenda Colubandê, por volta de 1942-1943. A transformação do jardim em um pátio central foi efetuada ainda na década de 1940.

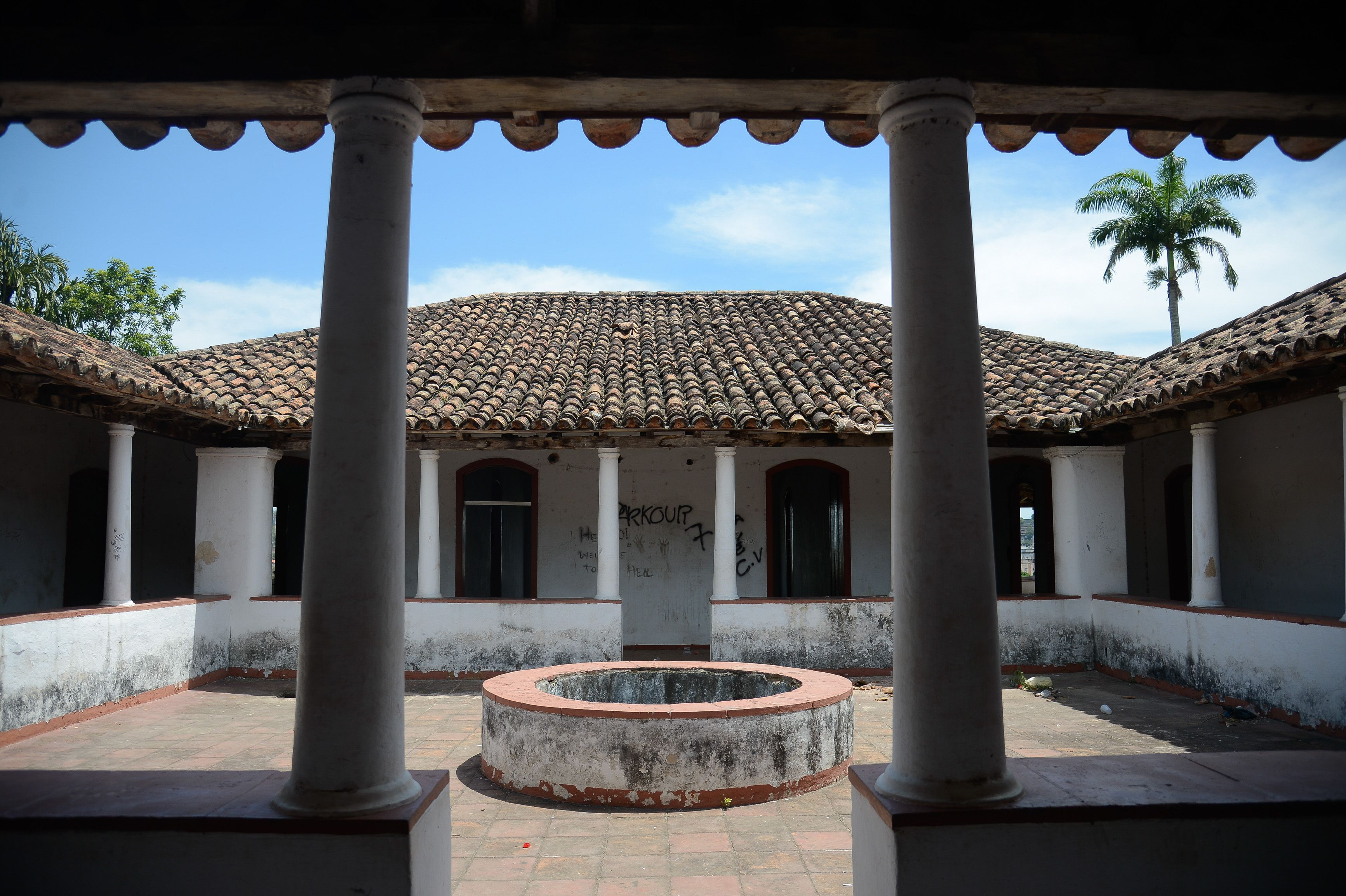
Pátio interno, onde antes houvera um jardim.

Ela é composta atualmente por 18 cômodos em seu pavimento superior mas, como pontuou Joaquim Cardozo, ainda que estes provavelmente não sejam os primitivos, as modificações internas não teriam sido muito profundas – a sala central, voltada para a varanda como o local mais nobre da casa já faria parte da primeira distribuição.
Ela possui um pátio interno alpendrado com colunata, onde se encontra um poço para captação de água, com acesso pelo porão. Durante a reforma de 1969, o antigo piso de madeira foi trocado pelo atual, feito de tijolo de barro. A fachada principal, ao nível da senzala, possui 3 janelas e 2 óculos, para iluminação do depósito.
O alpendre em "U", que se estende por toda a fachada principal e parte das laterais, possui 17 pilares de ordem toscana, com fuste liso, base circular e pequenas modificações formais, como variações no tamanho do ábaco. O acesso ao alpendre se faz por uma escada de dois lances posicionada em direção ao pátio externo, entre a casa grande e a capela. A escada ou rampa de acesso direto ao alpendre foi um elemento de grande importância formal no Rio de Janeiro em casas rurais durante o século XVIII. Joaquim Cardozo atribuiu a essa escada um caráter de monumentalidade, devido ao espesso guarda-corpo e ao requinte construtivo.

### Senzala
Existem poucas edificações coloniais no Brasil com a presença da senzala no porão. A utilização desta tipologia ocorria, geralmente, quando a família desejava uma divisão entre os escravos que trabalhavam no engenho com os da casa-grande – estes serviriam pessoalmente à família do senhor de engenho e teriam um acesso facilitado ao depósito, que também ficaria no subsolo.
A Fazenda Colubandê possui 12 cômodos em seu subsolo, divididos entre as dependências dos escravos e o depósito. O histórico da Fazenda comprova que um grande número de escravos passou pelo conjunto, mas documentos vieram a inferir a existência de outros edifícios na Fazenda. Entretanto a construção das quadras poliesportivas nas dependências veio a dificultar o trabalho arqueológico.
A Fazenda Babilônia em Pirenópolis, no estado de Goiás e o Engenho Livramento no município de Redenção, no estado do Ceará, também possuem senzalas sob a casa-grande. O Engenho do Livramento, desde 2003, se tornou o Museu Senzala Negro Liberto e tem seu conjunto aberto à visitação.

### Capela
“ ... a capela de Colubandê (...) nos dá uma amostra do mais apurado senso crítico do homem que a mandou construir: o seu bonito retábulo em talha de madeira dourada é documento desse esmerado gosto.  ”

—   Joaquim Cardozo. Um tipo de casa rural do antigo Distrito Federal e Estado do Rio, REVISTA MÓDULO, n. 29
Construída em 1618, a capela de Sant'Ana difere em estilo de outras capelas anexas na medida em que se distancia da casa grande e cria um pátio externo. Segundo Joaquim Cardozo, ao se descrever uma linha de evolução dos ambientes religiosos presentes em casas rurais desde o simples oratório particular, a capela de Sant'Ana vem a ser o último estágio de evolução, possuindo torre, nave, capela-mor e sacristia, atendendo também aos empregados de fora, que não compartilhavam da intimidade da casa-grande e como uma pequena igreja de povoado. No piso da capela, é possível ver uma capela onde, especula-se, está enterrado Antônio de Souza Rezo, o vigário da capela.
A fachada da capela possui em seu topo uma cruz, seguida do tímpano que se une às volutas, formando um só elemento. O alpendre, anterior à nave, possui duas janelas em seu frontispício, laterais a porta. O altar-mor, posterior ao arco cruzeiro, é ligeiramente mais estreito que a nave e possui ligação com a sacristia, que se localiza anexa lateralmente à capela.
Em janeiro de 2017, o retábulo de madeira da altar-mor foi roubado; a descrição deste, feita pelo INEPAC (Instituto Estadual do patrimônio Cultural do Rio de Janeiro), com o objetivo de localizar o objeto, está desta forma:

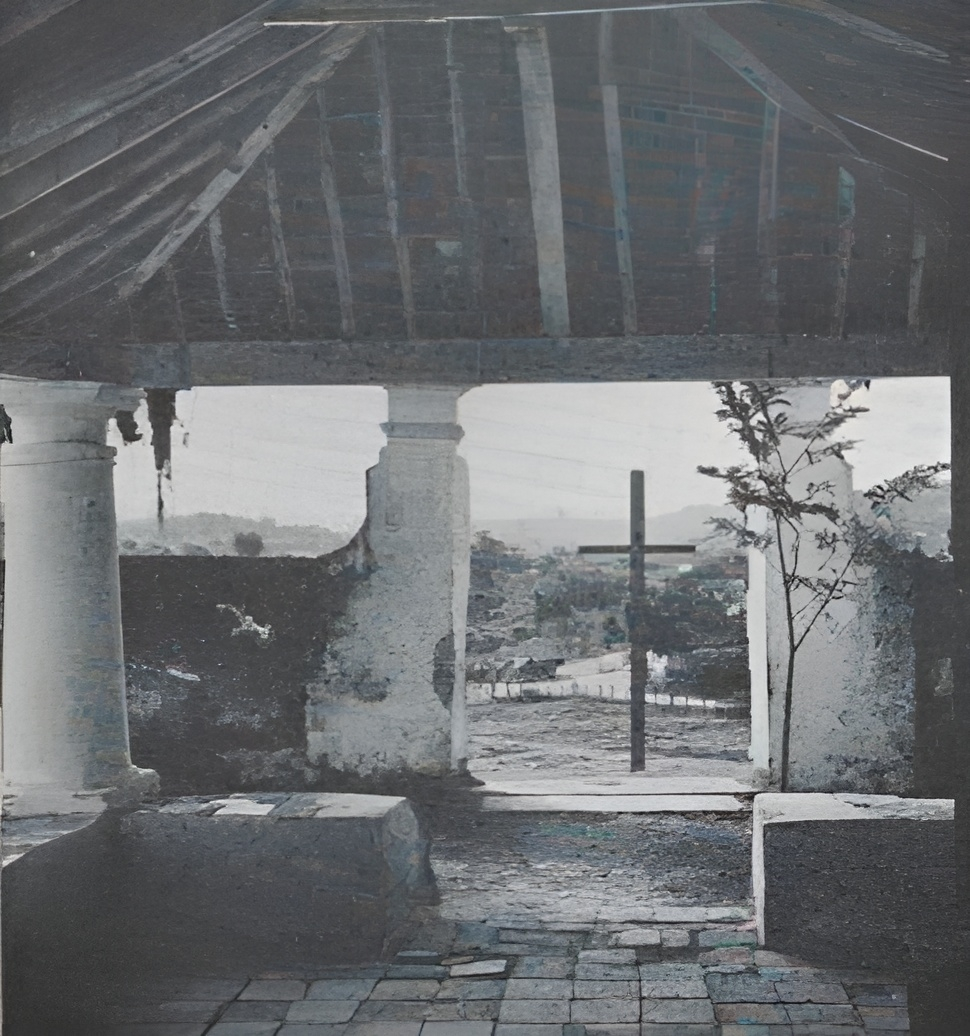
Vista da varanda da Capela de Sant'Anna para as terras afora, por volta de 1942-1943.

| “ | Retábulo [altar], seguindo características estilísticas do barroco, com base simplificada ornamentada por elementos fitomorfos [imitando formas vegetais, como flores e folhas]; corpo composto por colunas torsas [tortuosas, sinuosas], típicas da fase do barroco, sustentadas por mísulas [ornamento curvo, normalmente estreito em sua base e largo em seu topo, situado no topo de uma coluna e que serve de amarração entre ela e o início de um arco de sustentação ou abóboda], intercaladas por peanhas [base, pedestal] na parte inferior; entablamento com cornija e arquitrave ressaltadas; e coroamento com arcos concêntricos, contrafeches e, possivelmente, medalhão, ao centro. Trono escalonado em 2 degraus com resplendor, ao fundo. A primeira fase do barroco lusitano, denominada Nacional Português, vai do final do século XVII até o início do século XVIII. Caracteriza-se pelo uso de colunas salomônicas e coroamento em arcos concêntricos; e pela talha em alto-relevo inteiramente dourada | ” |

## Relação com a Arquitetura Moderna
A obra de Lucio Costa, um dos principais teóricos da busca por uma arquitetura legítima brasileira, busca traçar uma linha evolutiva da arquitetura colonial, proveniente de Portugal, com influências árabes e modificações para o clima tropical, ao modernismo brasileiro.
Esta busca por legitimação está presente em seu artigo "A arquitetura jesuítica no Brasil", lançada como um dos artigos da revista do IPHAN de 1941. Escreve Lucio Costa, em 1924, sobre seu retorno ao Brasil em 1917, antes de iniciar sua formação de arquiteto. 

Habituado a viajar por terras diversas estava eu acostumado a ver em cada novo país percorrido uma característica, que refletia o ambiente, o génio da raça, o modo de vida, as necessidades do clima em que surgia, uma arquitetura que transformava em pedra ou nela condensava numa síntese maravilhosa toda uma época, toda uma civilização, toda a alma de um povo. No entanto, aqui chegando nada vi que fosse a nossa imagem.— Lucio Costa, 1924
Dentre diversos croquis avulsos de Lucio Costa, encontra-se, no verso da carta-convite da The Ohio State University, um croqui comparativo entre o Palácio da Alvorada e a Fazenda Colubandê.
Em 1943, o arquiteto, engenheiro, poeta e contista Joaquim Cardozo publica um artigo chamado "Um tipo de casa rural do antigo Distrito Federal e Estado do Rio" na Revista do IPHAN, número 7; Joaquim Cardozo justifica este texto pela então falta de interesse na história da arquitetura no Brasil, "pelo menos da que não seja arte religiosa e barroca". Um dos edifícios que recebe destaque no artigo é a Fazenda Colubandê, que tem seu conjunto estudado minuciosamente.
Rodrigo Mello Franco de Andrade, escreveu sobre as capelas rurais e sobre a capela de Colubandê na primeira edição da Revista Módulo, em 1955:

Não se poderia escrever a história da arquitetura religiosa no Brasil sem um capítulo especial dedicado às capelas rurais. O trabalho a esse respeito que as excluísse seria, pelo menos, gravemente omisso no tocante a alguns dos monumentos mais arcaicos e genuínos do acervo arquitetônico de nosso país. (...) Tantas mais há a referir que esta nota se alongaria excessivamente, para só assinalar as de maior significação, tais como as das imediações do Rio de Janeiro, como (...) a de Santana do Colubandê, no município de São Gonçalo, do outro lado da Baia de Guanabara; (...). —  REVISTA MÓDULO, n. 1, 1955
Em 1962, o artigo é editado pelo seu autor e publicado novamente na revista Módulo. A revista foi fundada por Oscar Niemeyer em 1955, e tinha como principal foco a arquitetura moderna. A edição de número 29, com o artigo de Joaquim Cardozo, trouxe a Fazenda Colubandê na capa, e tal imagem já trazia consigo uma inevitável relação com o modernismo – particularmente com a obra de Niemeyer, devido ao leve toque dos pilares com a cobertura e a larga área livre, assim como na modulação das colunas, característica toscana, com grande espaçamento entre os pilares.
Tal relação vem a ser aprofundada por Paulo Santos, que escreveu a obra "Quatro Séculos de Arquitetura". O livro, escrito em 1977, surgiu de uma demanda após sua palestra em 1965 na Universidade Federal do Rio de Janeiro – então Universidade do Brasil - em que o arquiteto faz um levantamento geral de 400 anos de arquitetura no Brasil. Dentre as obras escolhidas para estudo, se encontra a Fazenda Colubandê, exaltada por Paulo Santos como "uma das casas mais autênticas brasileiras".[Paulo Santos, assim como Lucio Costa, elaborou um desenho comparativo entre a Fazenda Colubandê e o Palácio da Alvorada, entretanto mais detalhado, reforçando a comparação entre a modulação dos pilares, do toque destes com a cobertura, e da relação do edifício sede com a capela, com uma horizontalidade marcante em ambas as obras.
Oscar Niemeyer, arquiteto do Palácio da Alvorada, em seu livro "Minha Arquitetura", corrobora essa relação:
| “ | E o palácio sugeria coisas do passado. O sentido horizontal da fachada protegendo-o, a capelinha a lembrar no fim da composição nossas velhas casas de fazenda. | ” |

## Abandono
Com a saída do Batalhão Florestal, em 2012, a Fazenda permaneceu abandonada. Campo de conflito entre os governos estaduais, federais e municipais, ela vem sendo negligenciada pelo poder público. Em 2015, no mesmo ano em que ocorreram saques na fazenda e a guarita foi abandonada, o juiz federal Fábio Tenenblat emitiu uma ordem de 120 dias para que o Governo de Estado e o Instituto do Patrimônio Histórico e Artístico Nacional (Iphan) apresentassem projetos de recuperação do patrimônio. As instalações elétricas foram furtadas e todo o complexo está privado de iluminação.

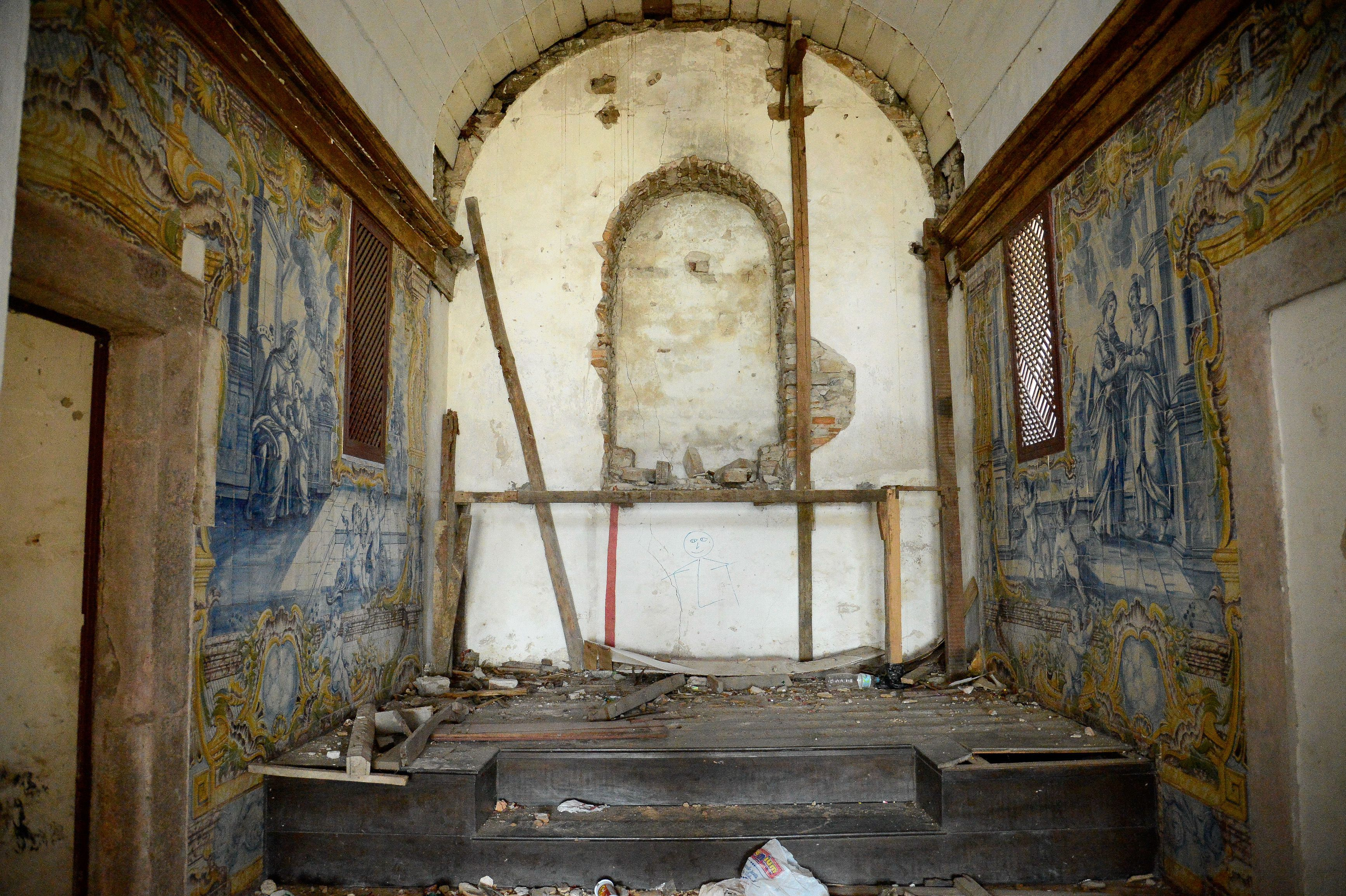
Parede vazia, onde se encontrava o retábulo.

Em 2016, segundo decreto publicado no Diário Oficial da União, a Fazenda foi municipalizada. A prefeitura de São Gonçalo se tornou então responsável pela propriedade e pronunciou que realizaria ações culturais na fazenda. Entretanto, o abandono continuou e não ocorreu a iluminação de Natal no mesmo ano, um ritual característico que ocorria anualmente na fazenda, assim como não esteve a a correr a limpeza ou segurança.
Em janeiro de 2017, após ser notificado sobre o desaparecimento do retábulo da Capela de Sant'Ana, o INEPAC (Instituto Estadual do Patrimônio Cultural), se pronunciou dizendo que "o retábulo foi retirado preventivamente pelo estado, conforme orientação dos técnicos do Inepac e aprovação do Iphan. Se encontra sob a guarda do Museu Histórico Nacional". Entretanto, tal informação foi refutada pelo IPHAN após uma vistoria realizada no local. A Justiça Federal determinou que o Estado do Rio de Janeiro apresentasse um relatório para iniciar a investigação do roubo e determinou policiamento durante todo o dia no local para proteger os azulejos portugueses instalados durante a reforma de 1740 e o painel da artista plástica Djanira da Motta e Silva, feito em 1960.
O Batalhão de Polícia Florestal e Meio Ambiente (BPFMA) retornou à Fazenda 5 anos após ter deixado o local, anunciando que a volta seria gradual dada a necessidade de diversas reformas a serem realizadas. Ativistas culturais de São Gonçalo planejam dividir a Fazenda com o Batalhão Florestal, para que haja uma reapropriação por parte da população, já ocorrendo parcerias público-privadas para a realização de atividades em 2018.

## Leituras adicionais
- SANTOS, Paulo. Quatro Séculos de Arquitetura, 1977.
- GORENSTEIN, Lina. A inquisição contra as mulheres, 2005.
- OLIVEIRA, Raiane. O mundo dos fundos: O Barão de São Gonçalo e seus escravos, 2014.
- VAN BIENE, Maria Paula. A Arquitetura das casas-grandes remanescentes dos engenhos de açúcar no rio de janeiro setecentista, 2007.
- NIEMEYER, Oscar. Minha Arquitetura, 2000.
- NIEMEYER, Oscar. MÓDULO : revista de arquitetura e artes visuais no Brasil, Rio de Janeiro, 1955-1989.
- ARAUJO, José de Sousa Azevedo Pizarro e. Memorias historicas do Rio de Janeiro e das provincias annexas à jurisdicção do Vice-Rei do Estado do Brasil, dedicadas a El-Rei Nosso Senhor D. João VI, 1820-1822.